# Sztatol

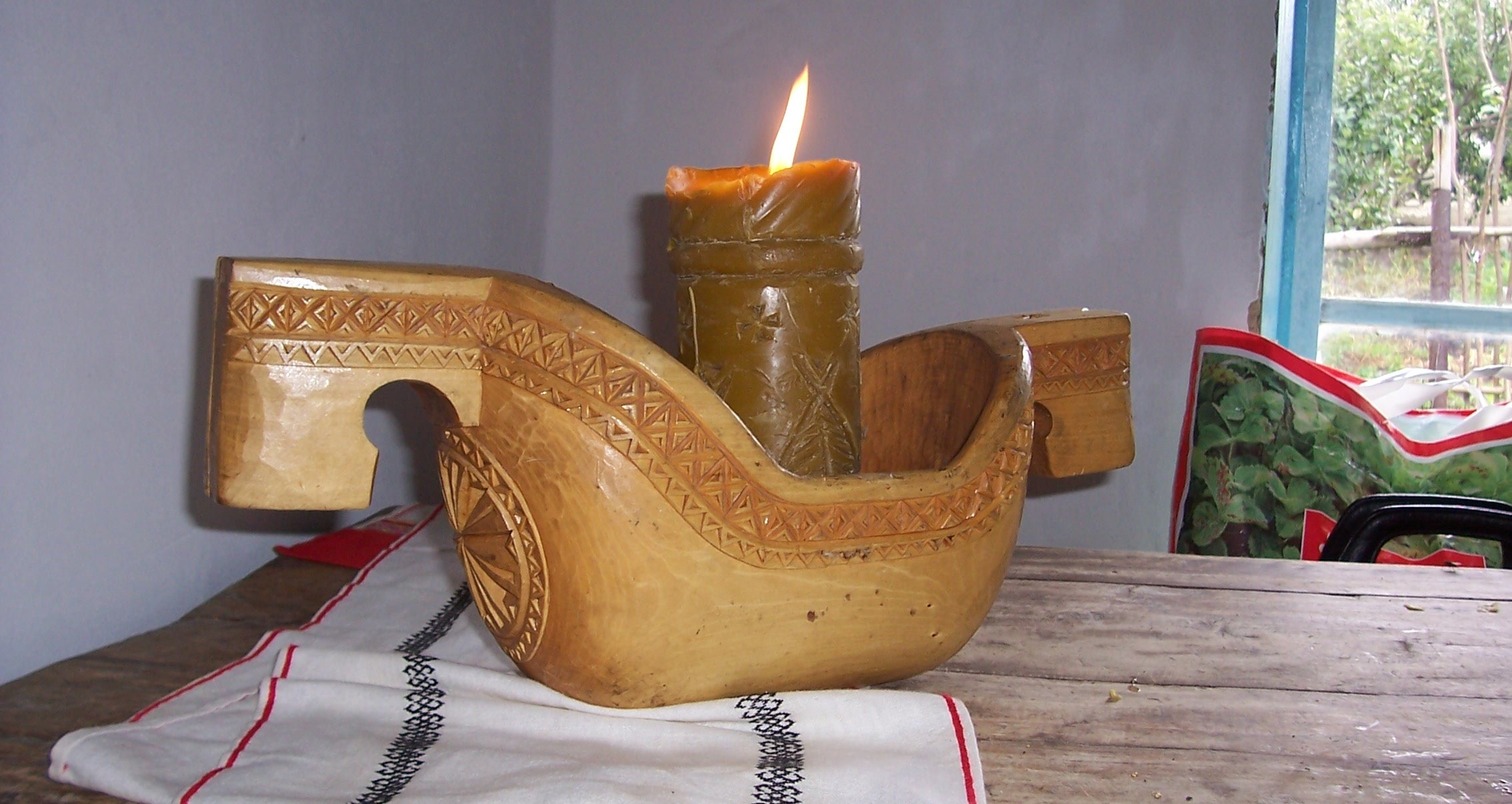
Sztatol na wystawie w Muzeum etnograficznym „etno-kudo” im. W I. Romaszkina w Podlesnaja Tawla w rejonie koczkurowskim w Mordowii

Sztatol lub sztatol erzjański (erzja Štatol, ěrzäń štatol) – świeca woskowa w drewnianym naczyniu, element rytualnego naczynia Erzjan używanego w tradycyjnych erzyańskich obrzędach religijnych (erzja Ineškipazněń Kemema).

## Etymologia
Słowo „sztatol” pochodzi z języka erzja od rzeczowników „šta” (wosk) i „tol” (ognień). W źródłach obcojęzycznych po raz pierwszy wspomniano słowo „sztatol” w słowniku objaśniającym żywego języka wielkoruskiego (ros. Толковый словарь живого великорусского языка) Dala.

## Symbolika i użycie
Sztatole symbolizują życie, szacunek dla przodków i upływ czasu. Drewniane naczynie, w którym umieszczona jest świeca, nazywano jandawą (erzja jandava). Jandawa jest wyrzeźbiona z litych pni lipy i powinna przypominać kształtem kaczkę. Sztatol i jandawa są powszechnie stosowane podczas modlitw Raśkeń Ozks (erzja Раськень Озкс), Werja Ozks (erzja Перя озкс) i innych modlitwach erzyjskich.